# Lucille Lund
Lucille Lund (3 de junio de 1913-15 de febrero de 2002) fue una actriz cinematográfica estadounidense que trabajó principalmente en la década de 1930.
Nacida en Buckley, Washington, Lund estudió drama en la Universidad de Northwestern. En 1933 ganó un concurso de belleza, "The Most Beautiful College Coed", que incluía entre sus premios un pequeño contrato con Universal Pictures. Su primer trabajo en el cine fue Horseplay en 1933, con un pequeño papel, y su primera interpretación de importancia llegó junto a Robert Young en 1933 con Saturday's Millions.
En 1934 actuó en seis filmes. Ese año trabajó en The Black Cat, una película de terror protagonizada por Boris Karloff y Béla Lugosi, y que fue el mejor título de su carrera. Además fue coprotagonista, junto a Reb Russell de Range Warfare. También en 1934, sería nombrada una de las "WAMPAS Baby Stars". De las seleccionadas ese año, solo cuatro tendrían un cierto éxito como actrices. Junto con Lund, las otras tres fueron Helen Cohan, Gigi Parrish, y Julie Bishop. Sería el último año en que se elegieran las "WAMPAS Baby Stars". Lund participó en veintiuna películas entre 1935 y 1939, muchas de ellas en cine de serie B. De sus últimos cuatro trabajos, en tres no apareció en los créditos. 
Lund siguió actuando, pero para la publicidad, hasta más allá de los cincuenta años de edad, aunque desapareció de la escena de Hollywood hasta la década de 1990, en que fue invitada a un festival cinematográfico y a otros eventos. En 1997 tomó parte del documental Lugosi: Hollywood's Dracula, acerca de la vida y la carrera de Bela Lugosi, filme en el que aparecían actores y actrices tales como Howard W. Koch y Louise Currie, y que fue narrado por Robert Clarke. En 2000 Lund tomó parte del documental I Used to be in Pictures, en el cual también aparecían muchas actrices de los primeros años de Hollywood, incluyendo a Beverly Roberts, Muriel Evans y Miriam Seegar. Sería el último trabajo de Lund ante las cámaras. 
Lucille Lund se casó con Kenneth Higgins en 1937. El matrimonio duró hasta el fallecimiento de él en 1973. Murió en su domicilio en Rolling Hills, California, en 2002, a los 88 años de edad.